# Minna Villain
Minna („Mia“) Villain (* 18. November 1891 in Enzuhnen, Ostpreußen; † 5. Mai 1942 im KZ Ravensbrück) war eine deutsche Widerstandskämpferin gegen den Nationalsozialismus.

## Leben
Villain war Mitglied der Sozialdemokratischen Partei Deutschlands und engagierte sich in der Berliner Kinderfreundebewegung.
Nach der „Machtergreifung“ der Nationalsozialisten 1933 sammelte sie einen Kreis junger Menschen um sich, las mit ihnen sozialistische Schriften und bestärkte sie in ihrer Opposition gegen das NS-Regime. Ab 1937 arbeitete Villain als Stanzerin in den Siemens-Schuckertwerken in Berlin-Siemensstadt und war dort Mitglied einer Widerstandsgruppe, der später auch Herbert und Marianne Baum angehörten. Am 22. Februar 1939 wurde sie an ihrem Arbeitsplatz im Kleinbauwerk verhaftet und ohne Prozess ins KZ Ravensbrück verbracht. Die Seifenkammer, in der sie arbeiten musste, wurde zu einem heimlichen Treffpunkt politischer Häftlinge. Villain verbarg Entwürfe für Vorträge, Flugblätter und anderes antifaschistisches Material in ihrem Bett. Villain starb 1942 infolge der schlechten Haftbedingungen.